# Нойзидль-ам-Зе (судебный округ)
Судебный округ Нойзидль-ам-Зе (нем. Gerichtsbezirk Neusiedl am See) является одним из 7 судебных округов (нем. Gerichtsbezirk) в Бургенланде и включает в себя политический округ Нойзидль-ам-Зе. Районный суд Нойзидль-ам-Зе подчиняется вышестоящему государственному региональному суду компетентной юрисдикции федеральной земли Бургенланд — Земельному суду Айзенштадта.

## Динамика численности населения судебного округа
Диаграмма изменения численности населения на территории судебного округа за 1350-2011 гг. по данным налоговых, поместных, военных, церковно-приходских, судебных (1350—1863 гг.) и общенациональных (в том числе пробных и регистрационных) переписей за 1869—2011 гг.
Источники:1. Historisches Ortslexikon Burgenland. Datenbestand: 30.6.2011.  2. Historisches Ortslexikon Burgenland. Datenbestand: 31.8.2015.

## Политические общины по состоянию на 01.05.2015г.
Городские общины
1. * 10713 * Нойзидль-ам-Зе (Neusiedl am See) — (7.588)
2. * 10705 * Фрауэнкирхен (Frauenkirchen) — (2.831)

Ярмарочные общины
1. * 10701 * Андау (Andau) — (2.333)
2. * 10702 * Апетлон (Apetlon) — (1.774)
3. * 10722 * Вайден-ам-Зе (Weiden am See) — (2.302)
4. * 10721 * Валлерн-им-Бургенланд (Wallern im Burgenland) — (1.765)
5. * 10707 * Гольс (Gols) — (3.772)
6. * 10709 * Илльмиц (Illmitz) — (2.351)
7. * 10710 * Йойс (Jois) — (1.526)
8. * 10711 * Киттзе (Kittsee) — (2.872)
9. * 10718 * Подерсдорф-ам-Зе (Podersdorf am See) — (2.059)
10. * 10719 * Санкт-Андре-ам-Циккзе (Sankt Andrä am Zicksee) — (1.345)
11. * 10724 * Цурндорф (Zurndorf) — (2.091)

Сельские общины
1. * 10703 * Бруккнойдорф (Bruckneudorf) — (2.956)
2. * 10723 * Винден-ам-Зе (Winden am See) — (1.342)
3. * 10706 * Гаттендорф (Gattendorf) — (1.280)
4. * 10704 * Дойч-Ярндорф (Deutsch Jahrndorf) — (606)
5. * 10712 * Мёнххоф (Mönchhof) — (2.296)
6. * 10714 * Никкельсдорф (Nickelsdorf) — (1.693)
7. * 10725 * Нойдорф (Neudorf) — (723)
8. * 10715 * Пама (Pama) — (1.131)
9. * 10716 * Памхаген (Pamhagen) — (1.675)
10. * 10717 * Парндорф (Parndorf) — (4.384)
11. * 10726 * Поцнойзидль (Potzneusiedl) — (554)
12. * 10720 * Тадтен (Tadten) — (1.227)
13. * 10708 * Хальбтурн (Halbturn) — (1.881)
14. * 10727 * Эдельсталь (Edelstal) — (674)

## Кадастровые общины по состоянию на 01.05.2015г.
Андау (Andau) — (2.333)
Апетлон (Apetlon) — (1.774)
Бруккнойдорф (Bruckneudorf) — (2.664)
Вайден-ам-Зе (Weiden am See) — (2.302)
Валлерн-им-Бургенланд (Wallern im Burgenland) — (1.765)
Винден (Winden am See) — (1.342)
Гаттендорф (Gattendorf) — (1.280)
Гольс (Gols) — (3.772)
Дойч-Ярндорф (Deutsch Jahrndorf) — (606)
Илльмиц (Illmitz) — (2.351)
Йойс (Jois) — (1.526)
Кайзерштайнбрух (Kaisersteinbruch) — (292)
Киттзе (Kittsee) — (2.872)
Мёнххоф (Mönchhof) — (2.296)
Никкельсдорф (Nickelsdorf) — (1.693)
Нойдорф-бай-Парндорф (Neudorf) — (723)
Нойзидль-ам-Зе (Neusiedl am See) — (7.588)
Пама (Pama) — (1.131)
Памхаген (Pamhagen) — (1.675)
Парндорф (Parndorf) — (4.384)
Подерсдорф-ам-Зе (Podersdorf am See) — (2.059)
Поцнойзидль (Potzneusiedl) — (554)
Санкт-Андре (Sankt Andrä am Zicksee) — (1.345)
Тадтен (Tadten) — (1.227)
Фрауэнкирхен (Frauenkirchen) — (2.831)
Хальбтурн (Halbturn) — (1.881)
Цурндорф (Zurndorf) — (2.091)
Эдельсталь (Edelstal) — (674)